# 馬克薩斯水雞
馬克薩斯水雞 (學名：Porphyrio paepae) 是一種已滅絕的秧雞，分布於馬克薩斯群島的希瓦瓦島和塔瓦塔島。 本種於1988年發表描述，基於600年前的亞化石，但他們可能生存到約1900年代。在保羅·高更1902年的作品《Le Sorcier d'Hiva Oa ou le Marquisien à la cape rouge》右下角出現的鳥，可能就是馬克薩斯水雞。 而索爾·海爾達在1937年聲稱在希瓦瓦島上見過類似的鳥類。